# Гексафторонептунат калия
Гексафторонептунат калия — неорганическое соединение,
комплексная соль калия, нептуния и плавиковой кислоты
с формулой K2[NpF6],
кристаллы.

## Физические свойства
Гексафторонептунат калия образует кристаллы
кубической сингонии,

параметры ячейки a = 0,5905 нм.
Есть данные о существовании других кристаллических модификаций
.